# Cliffhanger (игра)
Cliffhanger (с англ. — «Скалолаз») — видеоигра в жанрах beat 'em up и платформер, разработанная Malibu Interactive для игровых платформ Sega Mega Drive/Genesis, Sega CD и SNES и Spidersoft Limited для Amiga, NES, Game Boy и Sega Game Gear. Обе версии были изданы компанией Sony Imagesoft и Psygnosis Limited. Игра выпускалась с 1993 по 1994 годы. В основе её сюжета лежит фильм Скалолаз.

## Обзор игры

### Версии для Sega Genesis, Sega CD, SNES

Кадр из первого уровня

Однажды где-то в горах разбился самолёт. Позже с места крушения был отправлен сигнал бедствия. Спасатели Гейб Уолкер и Хэл Такер отправляются к месту аварии. Там они узнают, что этот самолёт принадлежит преступникам. Они пытались украсть деньги с правительственного самолёта, но столкнулись с сопротивлением. В результате этого чемоданы с деньгами были потеряны, правительственный самолёт взорвался, а самолёт бандитов потерпел крушение. Бандиты заставили Гэйба и Хэла помогать им искать чемоданы с деньгами. Хэлу удалось отвлечь врагов, поведя их длинным путём. В это время Гейб должен отыскать деньги и помешать террористам найти их первыми, а заодно спасти Хэла.
Игра представляет собой экшн с уровнями-локациями и графикой с использованием изометрической проекции (псевдотрёхмерность). На уровнях применяются горизонтальная (beat 'em up-уровни) и вертикальная (уровни с подъёмом или спуском по скалам) прокрутка.
Главный герой игры — альпинист Гейб Уолкер. Он перемещается по нескольким большим уровням и сражается с многочисленными врагами. Большие уровни обычно разделяются на два-три подуровня. Из последних можно выделить несколько типов:
- Обычные beat 'em up-уровни. Персонаж уничтожает врагов, нападающих группами по двое-трое, и движется дальше. Некоторые из врагов вооружены ножами и автоматами, а также винтовками. Здоровье противников отображается специальным индикатором. Иногда на пути попадаются ловушки (пропасти, реки и т. д.), при падении в которые персонаж теряет одну жизнь и начинает уровень заново.
- Уровни, в которых герой взбирается вверх по скале (или спускается вниз). Здесь нужно стараться не попадаться под выстрелы снайперов. На более поздних уровнях появляются снежные обвалы, а также враг, бросающий в персонажа большие камни (напоминает босса из первого уровня).
- Уровни с боссами. Иногда вместо сражения с боссом нужно выполнить какое-нибудь испытание (например, убежать от снежной лавины, преодолевая различные препятствия).

Основная задача в большинстве уровней — пройти их от начала до конца.
Боссы в игре — персонажи из фильма, люди Куэйлена. Они находятся в конце некоторых уровней (иногда — на отдельном уровне). Как и у обычных врагов, их здоровье отображает индикатор.
- Хелдон (англ. Heldon). Перемещается по экрану или совершает прыжки, стараясь ударить или протаранить игрока.
- Кинетт (англ. Kynette). Атакует сериями ударов, а также ударами в прыжке.
- Райан (англ. Ryan). Преследует игрока, также атакуя сериями ударов.
- Треверс (англ. Travers). Вооружён автоматом. После получения нескольких повреждений начинает перемещаться по экрану.
- Куэйлен (англ. Qualen). Финальный босс, битва с которым делится на три стадии. Сначала игрок, спускаясь по скале, уклоняется от преследующего вертолёта со снайпером на борту. Затем нужно, спустившись вниз и уничтожив противников, расстреливать вертолёт из автомата (уровень его здоровья также отображается). После этого на зависшем над пропастью вертолёте происходит финальная битва с Куэйленом.

Первый и второй боссы позднее встречаются на уровнях в виде обычных противников.
Полезные предметы в игре отсутствуют, однако персонаж может подбирать оружие, остающееся после уничтожения некоторых врагов. При переходе на следующий уровень (или подуровень) здоровье персонажа вновь пополняется.
После прохождения уровня Гейб находит один из чемоданов с деньгами (всего таких чемоданов три).

### Версии для Amiga, Game Boy, Game Gear, NES
Версия для игровых консолей Amiga, Game Boy, Sega Game Gear и NES является платформером. Также она отличается от версии для Sega Mega Drive/Genesis, Sega CD и SNES графическим оформлением (здесь используется двухмерная графика) и звуковым рядом, но при этом имеет сходный сюжет.
По геймплею игра сходна с большинством игр жанра. Здесь представлено несколько уровней, на которых находятся враги и полезные предметы. Также Гейб может использовать трос, по которому перемещается между скалами. В версии для Sega и SNES такого троса у персонажа нет.

## Оценки
Игра в целом встретила достаточно прохладные оценки критиков и игроков. К примеру, информационный сайт All Game Guide поставил версии для NES оценку в 1 балл из 6 за плохую графику и скучный геймплей. От журнала Electronic Gaming Monthly Cliffhanger получила награду «Худшая игра по фильму» 1994 года.